# Oliarus trachas
Oliarus trachas är en insektsart som beskrevs av Ronald Gordon Fennah 1956. Oliarus trachas ingår i släktet Oliarus och familjen kilstritar. Inga underarter finns listade i Catalogue of Life.